# Hipódromo de Seúl
El Hipódromo de Seúl (en coreano: 서울경마공원) es un centro de carreras hípicas con una capacidad para 40.000 espectadores en Gwacheon, Gyeonggi-do, Corea del Sur. Es sede de muchas de las más importantes carreras de caballos pura sangre de Corea del Sur, incluyendo el Derby de Corea y el Grand Prix. El parque de carreras de Seúl se encuentra junto a la estación Parque Hipódromo de Seúl en la Línea 4 del Metro de Seúl. Es gestionado por la Autoridad de Carreras de Corea. El sitio actual en Gwacheon es la tercera ubicación donde ha estado el parque.